# Зеекирх
Зеекирх (нем. Seekirch) — община в Германии, в земле Баден-Вюртемберг. 
Подчиняется административному округу Тюбинген. Входит в состав района Биберах.  Население составляет 287 человек (на 31 декабря 2010 года). Занимает площадь 5,77 км².

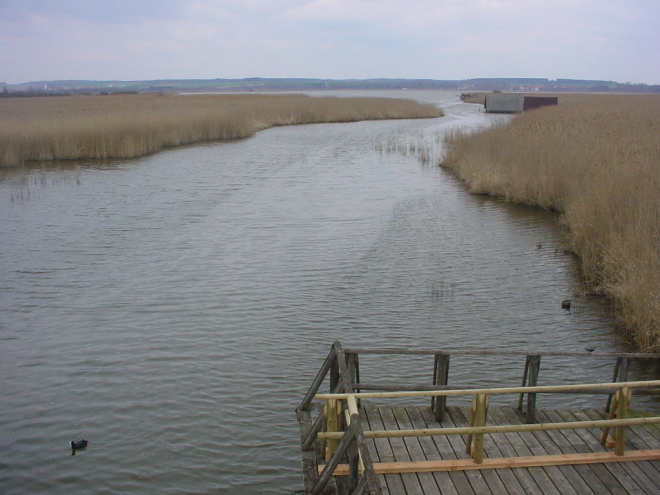
Зеекирх